# Acraea esebria
Telchinia esebria là một loài bướm ngày thuộc họ Nymphalidae from miền nam và miền đông Africa.
Sải cánh dài 45–55 mm đối với con đực và 53–60 mm đối với con cái. Males và females both show the same range of colouration.
This species is found from the Eastern Cape of Nam Phi to Zimbabwe và in Mozambique, Malawi, Zambia, miền nam Zaire (Shaba), Angola, Tanzania và miền đông Kenya (east of the Rift Valley).
Trứng có hình ô van.
Ấu trùng ăn Urtica, Laprtea peduncularis, Urera trinervis, Urera hypselodendron, Obetia tenax, Pouzolzia procridioides, Pouzolzia parasitica và Fleurya mitis.
Con trưởng thành bay quanh năm but are more common in the warmer months, từ tháng 12 đến tháng 4. These butterflies fly slowly và feed from flowers.